# ČSOB Pojišťovna
ČSOB Pojišťovna, a. s., člen holdingu ČSOB je univerzální pojišťovna, která nabízí ucelené pojišťovací služby občanům a živnostníkům stejně jako malým a středním podnikům i velkým korporacím. Všem svým klientům je připravena poskytnout služby evropské kvality v oblasti životního i neživotního pojištění. Stabilní zázemí Skupiny ČSOB a silného nadnárodního akcionáře KBC navíc umožňuje klientům ČSOB Pojišťovny získat za výhodných podmínek komplexní ošetření svých finančních potřeb.

## Vznik a akcionářské zázemí
ČSOB Pojišťovna vznikla 17. 4. 1992 a pod svým současným názvem působí od 6. 1. 2003, kdy změnila po odkupu podniku univerzální pojišťovny ČSOB Pojišťovna a.s. svou obchodní firmu z IPB Pojišťovna, a.s. do současné podoby. Výsledkem je silný pojišťovací subjekt, který svým základním kapitálem ve výši 2,796 mld. Kč a vlastním kapitálem 4,8 mld. Kč (k 31. 12. 2015) patří ke kapitálově nejlépe vybaveným pojišťovnám na českém trhu. ČSOB Pojišťovna se opírá o stabilní zázemí a osvědčené know-how svého hlavního akcionáře, jímž je belgická pojišťovna KBC Verzekeringen NV z nadnárodní skupiny KBC. ČSOB Pojišťovna byla v roce 2015 ohodnocena ratingovou agenturou Standard & Poor’s ratingem A- se stabilním výhledem a potvrdila tak dlouhodobě silnou pozici na českém trhu. Stabilní výhled ratingu vychází mimo jiné z výborné úrovně kapitalizace a likvidity pojišťovny.

## Pozice na trhu
V roce 2015 předepsala ČSOB Pojišťovna pojistné v objemu 11,5 mld. Kč, čímž se řadí mezi největší pojišťovny v České republice. Její tržní podíl podle předepsaného pojistného vykazovaného Českou asociací pojišťoven byl ke konci roku 2015 na úrovni 6,8 % (6,8% v neživotním pojištění a 6,9 % v životním pojištění).

## Členství v profesních asociacích
ČSOB Pojišťovna je členem České asociace pojišťoven, České kanceláře pojistitelů, Českého jaderného poolu. Je také přidruženým členem I.N.I. (International Network of Insurance – mezinárodní sítě pojištění), což jí umožňuje uzavírat prostřednictvím členských pojišťoven pojistné kontrakty po celém světě.